# Giovanni Ambrogio Biffi
Giovanni Ambrogio Biffi (Milano, XVI secolo – XVII secolo) è stato uno scrittore italiano.
Tra i maggiori poeti dialettali milanesi del XVII secolo, nel 1611 scrisse il poema storico La risorgente Roma e nel 1606 l'opera vernacolare Prissian da Milan (pubblicata poi congiuntamente al Varon Milanes di Giovanni Capis).